# Georges Goven
Georges Goven (n, 26 de abril de 1948) es un jugador francés de tenis. En su carrera conquistó 4 torneos ATP de individuales y 1 torneo ATP de dobles. Su mejor posición en el ranking de individuales fue el Nº56 en agosto de 1973. En 1970 llegó a semifinales de Roland Garros. También fue capitán del Equipo de Copa Davis de Francia entre 1993 y 1994.